# Needtobreathe

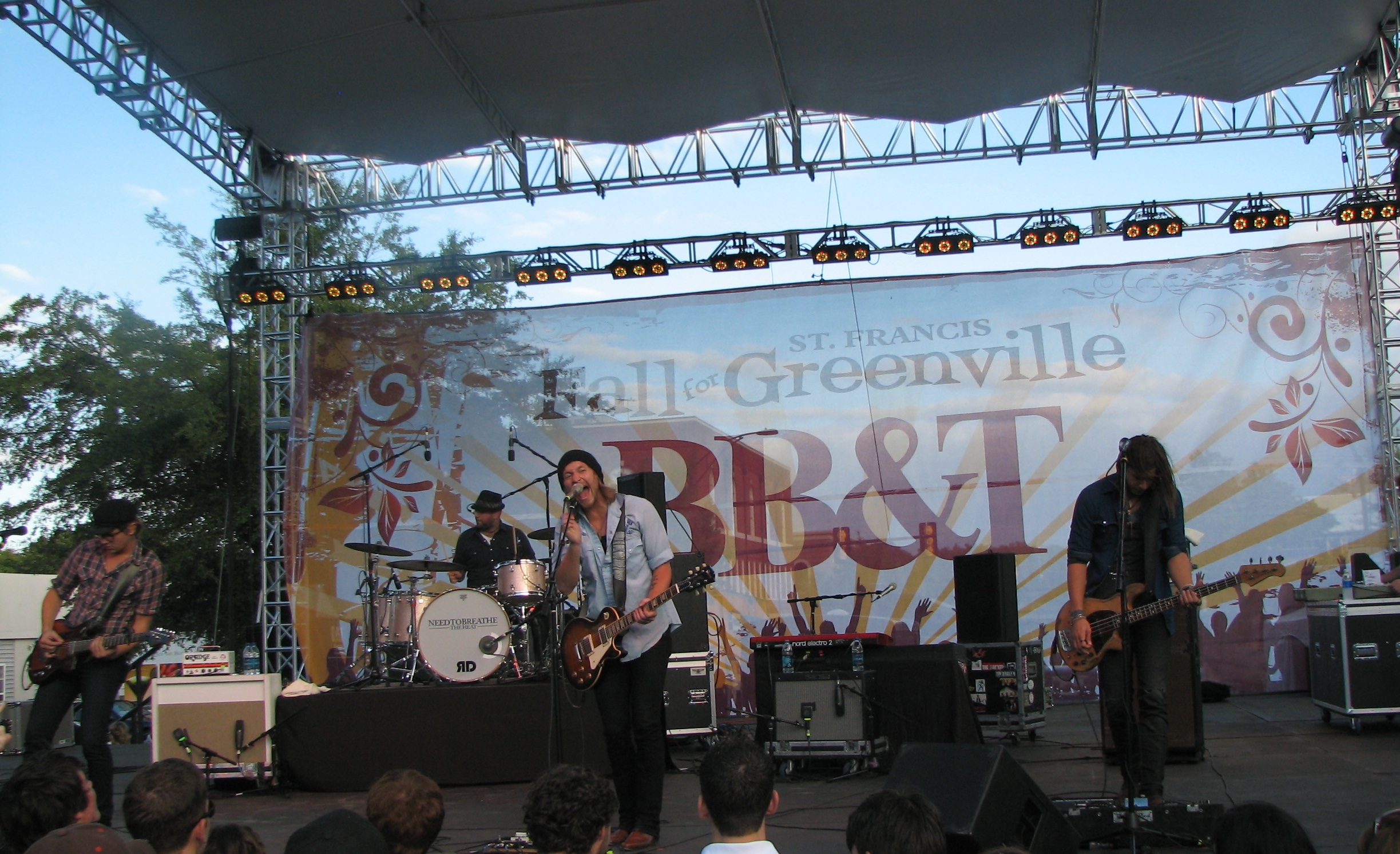
Needtobreathe (2008)

Needtobreathe (oft auch in Großbuchstaben NEEDTOBREATHE) sind eine US-amerikanische Rockband mit christlichem Hintergrund aus Seneca, South Carolina. Die Band besteht aus Bear Rinehart (Gesang, Gitarre, Piano), Bo Rinehart (Backing Vocals, Gitarre), Seth Bolt (Background-Sänger, Bass), und Joe Stillwell (Schlagzeug, Percussion). Bisher haben sie neun Studioalben veröffentlicht: Daylight (2006), The Heat (2007), The Outsiders (2009), The Reckoning (2011), Rivers in the Wasteland (2014), Hard Love (2016) und Out of Body (2020), Into the Mystery (2021) und CAVES (2023). Ihr Stil erinnert stark an andere Bands wie The Fray, Lifehouse, Sister Hazel oder Kings of Leon.

## Bandgeschichte
Needtobreathe begannen im Jahr 2000 mit Auftritten an der Furman University, wo Bear in einem Football Team engagiert war. Nach ihrem Abschluss schlossen sich die Gebrüder Rinehart und Joe Stillwell im Jahre 2002 mit Seth Bolt zusammen und veröffentlichten erste Platten, die in Seth Bolts Studio aufgenommen wurden.

### Daylight
Nachdem die Band zwei Plattenverträge mit Atlantic Records und Sparrow Records abgeschlossen hatte, ging die Band nach Großbritannien, um ihr erstes Studioalbum mit dem Titel Daylight aufzunehmen, das von Andy Green produziert wurde. Ihre erste Radio-Single You Are Here wurde Anfang 2006 veröffentlicht. Wenige Tage vor Veröffentlichung des Debütalbums war die Band auf dem christlichen Musikmagazin CCM Magazine als einer der New Artists 2006 abgebildet. Daylight wurde in den USA am 4. April 2006 veröffentlicht.

### The Heat
Needtobreathe begannen mit den Vorarbeiten zu ihrem zweiten Studioalbum The Heat bereits Ende 2006 in Seth Bolts “Old Plantation Studio” The Heat wurde schließlich am 28. August 2007 über Word Entertainment veröffentlicht.
Im Jahr 2008 wurden Needtobreathe für zwei Dove Awards nominiert. Ihr Song „Signature of Divine (Yahweh)“ erreichte eine Nominierung als „Rock/Contemporary Recorded Song of the Year“, und The Heat wurde als „Rock/Contemporary Album of the Year“ nominiert.
Im Jahr 2009 wurde auch der Song Washed by the Water – dieses Mal erfolgreich – für den Dove Award als „Rock/Contemporary Song of the Year“ nominiert.

### The Outsiders
Das dritte Album der Band, The Outsiders, wurde am 25. August 2009 veröffentlicht. Es tendiert noch mehr als frühere Alben in Richtung Alternative bzw. Southern Rock; in vielen Songs kommen Handclaps, Banjo, Mandoline oder Slide Guitar zum Einsatz.
Bei der anschließenden Tour kamen Needtobreathe im Jahr 2010 erstmals nach Deutschland und spielten am 10. und 11. Oktober auf zwei Konzerte in Köln und Hamburg.

### The Reckoning
Das vierte Album The Reckoning erschien am 20. September 2011. Die erste Single Drive All Night wurde bereits vorab veröffentlicht. Ebenfalls bereits im Vorfeld konnte man sich auf der Band-Homepage den Song „Slumber“ anhören. Der neue Longplayer knüpft stilistisch an „The Outsiders“ an, allerdings ergeben sich auch Schnittmengen zu den beiden früheren Alben. Stilistisch ist es bisher das vielseitigste Needtobreathe-Album, die Songs sind noch ausgereifter als bisher.

### Rivers in the Wasteland
Das fünfte Album Rivers in the Wasteland erschien am 15. April 2014. Es wurde teilweise noch roots-rock-lastiger und puristischer als seine beiden Vorgänger. Nach jeweils 14 Songs auf den letzten drei Alben sind dieses Mal, wie auf dem ersten regulären Album Daylight nur noch 11 Songs enthalten. Die drei vorab veröffentlichten Tracks „Difference Maker“, „The Heart“ und „State I'm In“ konnten bereits zuvor auf der Bandhomepage angehört werden und wurden bis zum Erscheinungstermin in gewissen Abständen durch die weiteren Songs ergänzt. Nachdem Schlagzeuger Joe Stillwell die Band kurz nach Fertigstellung des Albums The Reckoning verlassen hatte, traten Needtobreathe zunächst nur noch als Trio auf. Für das neue Album wurde auch die Band-Homepage runderneuert. Ab Juli 2014 ging die Band mit dem Album auf Tour, allerdings nur in Nordamerika. Seit 2015 ist Josh Lovelace neues offizielles Bandmitglied. Ein neuer offizieller Schlagzeuger fehlt jedoch weiterhin.

### Hard Love
Ende 2015 wurde auf der Band-Homepage bekannt gegeben, dass an einem 6. Studioalbum gearbeitet wird. Es erschien am 15. Juli 2016 und trägt den Titel Hard Love. Von den insgesamt 12 Songs wurden bereits 4 (Happiness, Money & Fame, No Excuses und Great Night) vorab veröffentlicht. Von allen bisherigen Needtobreathe-Albem enthält es die meisten elektronischen Elemente, mit denen teilweise der von der Band selbst als „Rockndanceabilly“ bezeichnete Stil der ersten Alben imitiert wird. Trotz des stark elektronisch verzerrten Sounds ist der Wiedererkennungswert spürbar vorhanden. Ähnlich wie auf Daylight ist die erste Hälfte eher energiegeladen, die zweite deutlich ruhiger.

### Out Of Body
Das 7. Studioalbum „Out Of Body“ erschien nach mehr als 4 Jahren Pause während der Zeit der Corona-Pandemie am 28. August 2020. Ein halbes Jahr davor ist Bo Rhineheart aus der Band ausgestiegen, hat aber noch an einigen Songs mitgewirkt. Obwohl Bo zuvor gefühlt der Hauptgitarrist der Band war, ist das Album keineswegs weniger gitarrenlastig geworden, die Southern-Roots-Rock-Prägung hat eher noch zugenommen. Stilistisch bewegt sich das Album insgesamt weiterhin auf dem seit „Rivers in the Wasteland“ eingeschlagenen Weg, aber mit weniger elektronischen Elementen als zuvor auf „Hard Love“.

### Into The Mystery
Zwischen dem 7. und dem am 30. Juli 2021 erschienenen 8. Studioalbum lag eine ungewöhnlich kurze Pause von weniger als einem Jahr. „Into The Mystery“ ist, anders als der Vorgänger, ein spürbar von der Corona-Pandemie beeinflusstes Album und ist sozusagen in einer selbstgewählten Quarantäne produziert worden. Die Songs sind deutlich introvertierter, langsamer und damit viel schwerer zugänglich als auf allen Needtobreathe-Albem davor. Als Gastmusiker wirkte u. a. Switchfoot-Fontmann Jon Foreman mit.

### Caves
Das 9. Studioalbum „Caves“ ist am 15. September 2023 erschienen. Mit „The Cave“ und „Everknown“ wurden zwei Songs bereits vorab veröffentlicht. Das Album ist wieder deutlich energiegeladener.

## Film und Fernsehen
Der Needtobreathe-Song „More Time“ wurde auf dem Soundtrack des 2007 erschienenen Films „P.S. Ich liebe Dich“ verwendet und zahlreiche Needtobreathe-Songs wurden in amerikanischen Filmen und Fernsehsendungen gespielt. Auch in Deutschland wurden bereits Songs von Needtobreathe wie „Keep Your Eyes Open“ und „When I Sing“ als Hintergrundmusik und in der Werbung eingesetzt.
Bei der Tribute-Ausgabe der WWE für Gene Okerlund wurde während eines Zusammenschnitts von Szenen aus dessen Leben der Song „Forever on your Side“ gespielt.

## Bandmitglieder
- Bear Rinehart – Gesang, Gitarre, Piano
- Bo Rinehart – Gitarre, Backgroundsänger
- Seth Bolt – Bass, Backgroundsänger
- Josh Lovelace Piano, Hammondorgel
- ehemalige Mitglieder: Joe Stillwell (bis 2011) – Schlagzeug Backgroundsänger

## Diskografie

### Studioalben
| Jahr | Titel                   | Höchstplatzierung, Gesamtwochen, AuszeichnungChartplatzierungen (Jahr, Titel, Platzierungen, Wochen, Auszeichnungen, Anmerkungen) | Höchstplatzierung, Gesamtwochen, AuszeichnungChartplatzierungen (Jahr, Titel, Platzierungen, Wochen, Auszeichnungen, Anmerkungen) | Höchstplatzierung, Gesamtwochen, AuszeichnungChartplatzierungen (Jahr, Titel, Platzierungen, Wochen, Auszeichnungen, Anmerkungen) | Höchstplatzierung, Gesamtwochen, AuszeichnungChartplatzierungen (Jahr, Titel, Platzierungen, Wochen, Auszeichnungen, Anmerkungen) | Höchstplatzierung, Gesamtwochen, AuszeichnungChartplatzierungen (Jahr, Titel, Platzierungen, Wochen, Auszeichnungen, Anmerkungen) | Höchstplatzierung, Gesamtwochen, AuszeichnungChartplatzierungen (Jahr, Titel, Platzierungen, Wochen, Auszeichnungen, Anmerkungen) | Anmerkungen                                               |
| Jahr | Titel                   | DE | AT | CH | UK | US | Christ | Anmerkungen                                               |
| ---- | ----------------------- | --- | --- | --- | --- | --- | --- | --------------------------------------------------------- |
| 2006 | Daylight                | — | — | — | — | — | — | Erstveröffentlichung: 4. April 2006                       |
| 2007 | The Heat                | — | — | — | — | US164 (1 Wo.)US | Christ11 (47 Wo.)Christ | Erstveröffentlichung: 28. August 2007                     |
| 2009 | The Outsiders           | — | — | — | — | US20 Gold · (16 Wo.)US | Christ2 (82 Wo.)Christ | Erstveröffentlichung: 25. August 2009 Verkäufe: + 500.000 |
| 2011 | The Reckoning           | — | — | — | — | US6 (7 Wo.)US | Christ1 (67 Wo.)Christ | Erstveröffentlichung: 20. September 2011                  |
| 2014 | Rivers in the Wasteland | — | — | — | — | US3 (33 Wo.)US | Christ1 (116 Wo.)Christ | Erstveröffentlichung: 15. April 2014                      |
| 2016 | Hard Love               | — | — | CH50 (1 Wo.)CH | — | US2 (10 Wo.)US | Christ1 (154 Wo.)Christ | Erstveröffentlichung: 15. Juli 2016                       |
| 2020 | Out of Body             | — | — | CH51 (1 Wo.)CH | — | US17 (2 Wo.)US | Christ1 (54 Wo.)Christ | Erstveröffentlichung: 28. August 2020                     |
| 2021 | Into the Mystery        | — | — | — | — | US56 (1 Wo.)US | Christ1 (35 Wo.)Christ | Erstveröffentlichung: 30. Juli 2021                       |
| 2023 | Caves                   | — | — | — | — | US130 (1 Wo.)US | Christ1 (10 Wo.)Christ | Erstveröffentlichung: 15. September 2023                  |

### Livealben
| Jahr | Titel                                         | Höchstplatzierung, Gesamtwochen, AuszeichnungChartplatzierungen (Jahr, Titel, Platzierungen, Wochen, Auszeichnungen, Anmerkungen) | Höchstplatzierung, Gesamtwochen, AuszeichnungChartplatzierungen (Jahr, Titel, Platzierungen, Wochen, Auszeichnungen, Anmerkungen) | Höchstplatzierung, Gesamtwochen, AuszeichnungChartplatzierungen (Jahr, Titel, Platzierungen, Wochen, Auszeichnungen, Anmerkungen) | Höchstplatzierung, Gesamtwochen, AuszeichnungChartplatzierungen (Jahr, Titel, Platzierungen, Wochen, Auszeichnungen, Anmerkungen) | Höchstplatzierung, Gesamtwochen, AuszeichnungChartplatzierungen (Jahr, Titel, Platzierungen, Wochen, Auszeichnungen, Anmerkungen) | Höchstplatzierung, Gesamtwochen, AuszeichnungChartplatzierungen (Jahr, Titel, Platzierungen, Wochen, Auszeichnungen, Anmerkungen) | Anmerkungen                             |
| Jahr | Titel                                         | DE | AT | CH | UK | US | Christ | Anmerkungen                             |
| ---- | --------------------------------------------- | --- | --- | --- | --- | --- | --- | --------------------------------------- |
| 2015 | Live from the Woods at Fontanel               | — | — | — | — | US58 (1 Wo.)US | Christ2 (21 Wo.)Christ | Erstveröffentlichung: 14. April 2015    |
| 2018 | Acoustic Live, Vol. 1                         | — | — | — | — | US112 (1 Wo.)US | Christ3 (2 Wo.)Christ | Erstveröffentlichung: 16. November 2018 |
| 2021 | Live From The Woods, Vol. 2                   | — | — | — | — | — | Christ6 (2 Wo.)Christ | Erstveröffentlichung: 16. April 2021    |
| 2022 | Live From Bridgestone Arena: October 29, 2021 | — | — | — | — | — | Christ40 (1 Wo.)Christ | Erstveröffentlichung: 28. Mai 2022      |

### EPs
| Jahr | Titel                                        | Höchstplatzierung, Gesamtwochen, AuszeichnungChartplatzierungen (Jahr, Titel, Platzierungen, Wochen, Auszeichnungen, Anmerkungen) | Höchstplatzierung, Gesamtwochen, AuszeichnungChartplatzierungen (Jahr, Titel, Platzierungen, Wochen, Auszeichnungen, Anmerkungen) | Höchstplatzierung, Gesamtwochen, AuszeichnungChartplatzierungen (Jahr, Titel, Platzierungen, Wochen, Auszeichnungen, Anmerkungen) | Höchstplatzierung, Gesamtwochen, AuszeichnungChartplatzierungen (Jahr, Titel, Platzierungen, Wochen, Auszeichnungen, Anmerkungen) | Höchstplatzierung, Gesamtwochen, AuszeichnungChartplatzierungen (Jahr, Titel, Platzierungen, Wochen, Auszeichnungen, Anmerkungen) | Höchstplatzierung, Gesamtwochen, AuszeichnungChartplatzierungen (Jahr, Titel, Platzierungen, Wochen, Auszeichnungen, Anmerkungen) | Anmerkungen                              |
| Jahr | Titel                                        | DE | AT | CH | UK | US | Christ | Anmerkungen                              |
| ---- | -------------------------------------------- | --- | --- | --- | --- | --- | --- | ---------------------------------------- |
| 2010 | Live Horses EP                               | — | — | — | — | — | Christ18 (1 Wo.)Christ | Erstveröffentlichung: 22. Oktober 2010   |
| 2012 | Keep Your Eyes Open EP                       | — | — | — | — | US75 (1 Wo.)US | Christ4 (2 Wo.)Christ | Erstveröffentlichung: 18. September 2012 |
| 2013 | La Differencia                               | — | — | — | — | — | Christ50 (1 Wo.)Christ | Erstveröffentlichung: 2. April 2013      |
| 2013 | Cercas Blancas EP                            | — | — | — | — | — | Christ32 (1 Wo.)Christ | Erstveröffentlichung: 28. Mai 2013       |
| 2014 | 60/50 Ocean Way: The Live Room Sessions      | — | — | — | — | US146 (1 Wo.)US | Christ11 (1 Wo.)Christ | Erstveröffentlichung: 19. August 2014    |
| 2015 | Rivers EP                                    | — | — | — | — | — | Christ26 (1 Wo.)Christ | Erstveröffentlichung: 18. September 2015 |
| 2017 | Hard Cuts: Songs from the Hard Love Sessions | — | — | — | — | — | Christ5 (1 Wo.)Christ | Erstveröffentlichung: 11. August 2017    |
| 2018 | Forever on Your Side                         | — | — | — | — | — | Christ3 (3 Wo.)Christ | Erstveröffentlichung: 13. Juli 2018      |

Weitere EPs
- 2001: The Feature
- 2004: Fire
- 2004: The Turnaround
- 2024: Among Friends (mit Jordan Davis)

### Singles
| Jahr | Titel Album                                                   | Höchstplatzierung, Gesamtwochen, AuszeichnungChartplatzierungen (Jahr, Titel, Album, Platzierungen, Wochen, Auszeichnungen, Anmerkungen) | Höchstplatzierung, Gesamtwochen, AuszeichnungChartplatzierungen (Jahr, Titel, Album, Platzierungen, Wochen, Auszeichnungen, Anmerkungen) | Höchstplatzierung, Gesamtwochen, AuszeichnungChartplatzierungen (Jahr, Titel, Album, Platzierungen, Wochen, Auszeichnungen, Anmerkungen) | Höchstplatzierung, Gesamtwochen, AuszeichnungChartplatzierungen (Jahr, Titel, Album, Platzierungen, Wochen, Auszeichnungen, Anmerkungen) | Höchstplatzierung, Gesamtwochen, AuszeichnungChartplatzierungen (Jahr, Titel, Album, Platzierungen, Wochen, Auszeichnungen, Anmerkungen) | Höchstplatzierung, Gesamtwochen, AuszeichnungChartplatzierungen (Jahr, Titel, Album, Platzierungen, Wochen, Auszeichnungen, Anmerkungen) | Anmerkungen                                                      |
| Jahr | Titel Album                                                   | DE | AT | CH | UK | US | Christ | Anmerkungen                                                      |
| --- | ------------------------------------------------------------- | --- | --- | --- | --- | --- | --- | ---------------------------------------------------------------- |
| 2006 | Shine On Daylight                                             | — | — | — | — | — | Christ6 (22 Wo.)Christ |                                                                  |
| 2007 | Signature of Divine (Yahweh) The Heat                         | — | — | — | — | — | Christ15 (21 Wo.)Christ |                                                                  |
| 2008 | More Time The Heat                                            | — | AT62 (1 Wo.)AT | — | UK86 (1 Wo.)UK | — | — |                                                                  |
| 2008 | Washed By the Water The Heat                                  | — | — | — | — | US— GoldUS | Christ1 (33 Wo.)Christ | Verkäufe: + 500.000                                              |
| 2008 | Streets of Gold The Heat                                      | — | — | — | — | — | Christ15 (20 Wo.)Christ |                                                                  |
| 2008 | Go Tell It on the Mountain –                                  | — | — | — | — | — | Christ26 (1 Wo.)Christ |                                                                  |
| 2009 | Lay ’Em Down The Outsiders                                    | — | — | — | — | — | Christ8 (25 Wo.)Christ |                                                                  |
| 2009 | Something Beautiful The Outsiders                             | — | — | — | — | US— GoldUS | Christ7 (22 Wo.)Christ | Verkäufe: + 500.000                                              |
| 2010 | Let Us Love The Outsiders                                     | — | — | — | — | — | Christ24 (20 Wo.)Christ |                                                                  |
| 2011 | Slumber The Reckoning                                         | — | — | — | — | — | Christ26 (20 Wo.)Christ |                                                                  |
| 2012 | Able The Reckoning                                            | — | — | — | — | — | Christ46 (4 Wo.)Christ |                                                                  |
| 2012 | Keep Your Eyes Open The Reckoning                             | — | — | — | — | — | Christ21 (20 Wo.)Christ |                                                                  |
| 2013 | Devil’s Been Talkin’ The Reckoning                            | — | — | — | — | — | Christ40 (9 Wo.)Christ |                                                                  |
| 2014 | The Heart Rivers in the Wasteland                             | — | — | — | — | — | Christ13 (20 Wo.)Christ |                                                                  |
| 2014 | Difference Maker Rivers in the Wasteland                      | — | — | — | — | — | Christ16 (21 Wo.)Christ |                                                                  |
| 2014 | State I’m In Rivers in the Wasteland                          | — | — | — | — | — | Christ11 (6 Wo.)Christ |                                                                  |
| 2014 | Wasteland Rivers in the Wasteland                             | — | — | — | — | — | Christ4 (21 Wo.)Christ |                                                                  |
| 2014 | Multiplied Rivers in the Wasteland                            | — | — | — | — | US— GoldUS | Christ4 (28 Wo.)Christ | Verkäufe: + 500.000                                              |
| 2015 | Brother Rivers in the Wasteland                               | — | — | — | — | US98 Platin · (2 Wo.)US | Christ1 (47 Wo.)Christ | feat. Gavin DeGraw Verkäufe: + 1.000.000                         |
| 2016 | Happiness Hard Love                                           | — | — | — | — | US— GoldUS | Christ5 (26 Wo.)Christ | Verkäufe: + 500.000                                              |
| 2016 | Testify Hard Love                                             | — | — | — | — | US— GoldUS | Christ7 (42 Wo.)Christ | Verkäufe: + 500.000                                              |
| 2017 | Hard Love                                                     | — | — | — | — | US— GoldUS | Christ6 (20 Wo.)Christ | Verkäufe: + 500.000                                              |
| 2017 | Waiting Hard Love                                             | — | — | — | — | — | Christ23 (1 Wo.)Christ |                                                                  |
| 2017 | Count on Me Hard Love                                         | — | — | — | — | — | Christ20 (3 Wo.)Christ |                                                                  |
| 2017 | Walking on Water Hard Cuts: Songs from the Hard Love Sessions | — | — | — | — | — | Christ12 (27 Wo.)Christ |                                                                  |
| 2018 | Bridges Burn Forever on Your Side                             | — | — | — | — | — | Christ12 (7 Wo.)Christ |                                                                  |
| 2018 | Darling Forever on Your Side                                  | — | — | — | — | — | Christ16 (2 Wo.)Christ |                                                                  |
| 2018 | Bullets Forever on Your Side                                  | — | — | — | — | — | Christ26 (2 Wo.)Christ |                                                                  |
| 2018 | Forever on Your Side                                          | — | — | — | — | — | Christ19 (23 Wo.)Christ | Erstveröffentlichung: 13. Juli 2018 feat. Johnnyswim             |
| 2020 | Survival Out of Body                                          | — | — | — | — | — | Christ26 (21 Wo.)Christ | Erstveröffentlichung: 21. August 2020 feat. Drew & Ellie Holcomb |
| 2020 | Who Am I Out of Body                                          | — | — | — | — | — | Christ8 (28 Wo.)Christ | Erstveröffentlichung: 14. Oktober 2020                           |
| 2020 | Silent Night –                                                | — | — | — | — | — | Christ29 (5 Wo.)Christ | Erstveröffentlichung: 20. November 2020                          |
| 2021 | Into the Mystery                                              | — | — | — | — | — | Christ27 (9 Wo.)Christ | Erstveröffentlichung: 6. Mai 2021                                |
| 2021 | I Wanna Remember Into the Mystery                             | — | — | — | — | — | Christ20 (15 Wo.)Christ | Erstveröffentlichung: 20. Mai 2021 feat. Carrie Underwood        |
| 2021 | What I’m Here For Into the Mystery                            | — | — | — | — | — | Christ43 (2 Wo.)Christ | Erstveröffentlichung: 3. Juni 2021                               |
| 2021 | Sunshine Into the Mystery                                     | — | — | — | — | — | Christ44 (2 Wo.)Christ | Erstveröffentlichung: 17. Juni 2021                              |
| 2021 | Carry Me Into the Mystery                                     | — | — | — | — | — | Christ38 (2 Wo.)Christ | Erstveröffentlichung: 15. Juli 2021 feat. Jon Foreman            |
| 2022 | I Am Yours Into the Mystery                                   | — | — | — | — | — | Christ27 (23 Wo.)Christ | Erstveröffentlichung: 21. Januar 2022                            |
| 2023 | Everknown Caves                                               | — | — | — | — | — | Christ27 (7 Wo.)Christ | Erstveröffentlichung: 22. Juni 2023                              |
| 2023 | Wasting Time Caves                                            | — | — | — | — | — | Christ48 (1 Wo.)Christ | Erstveröffentlichung: 31. August 2023 feat. Old Dominion         |
| 2023 | Dreams Caves                                                  | — | — | — | — | — | Christ22 (7 Wo.)Christ | Erstveröffentlichung: 13. September 2023 feat. Judah & The Lion  |
| 2023 | Fall On Me Caves                                              | — | — | — | — | — | Christ14 (33 Wo.)Christ | Erstveröffentlichung: 16. November 2023 feat. Carly Pearce       |
| 2023 | I Don’t Wanna Worry Caves                                     | — | — | — | — | — | Christ43 (2 Wo.)Christ | Erstveröffentlichung: 31. Dezember 2023                          |
| Folgende Lieder erschienen nicht als Single, wurden aber durch das Album zum Download und Streaming bereitgestellt und konnten somit eine Platzierung erlangen: |                                                               | | | | | | |                                                                  |
| |                                                               | | | | | | |                                                                  |
| 2014 | Feet, Don’t Fail Me Now Rivers in the Wasteland               | — | — | — | — | — | Christ48 (2 Wo.)Christ |                                                                  |
| 2014 | Rise Again Rivers in the Wasteland                            | — | — | — | — | — | Christ42 (2 Wo.)Christ |                                                                  |
| 2016 | Money Hard Love                                               | — | — | — | — | — | Christ19 (5 Wo.)Christ |                                                                  |
| 2016 | No Excuses Hard Love                                          | — | — | — | — | — | Christ37 (3 Wo.)Christ |                                                                  |
| 2016 | When I Sing Hard Love                                         | — | — | — | — | — | Christ48 (1 Wo.)Christ |                                                                  |
| 2016 | Great Night Hard Love                                         | — | — | — | — | — | Christ34 (4 Wo.)Christ | feat. Shovels & Rope                                             |
| 2016 | Be Here Long Hard Love                                        | — | — | — | — | — | Christ43 (1 Wo.)Christ |                                                                  |
| 2016 | Let’s Stay Home Tonight Hard Love                             | — | — | — | — | — | Christ41 (1 Wo.)Christ |                                                                  |
| 2016 | Clear Hard Love                                               | — | — | — | — | — | Christ42 (1 Wo.)Christ |                                                                  |
| 2018 | Stand By Me (Acoustic Live) Acoustic Live, Vol. 1             | — | — | — | — | — | Christ48 (1 Wo.)Christ |                                                                  |
| 2020 | Hang On Out of Body                                           | — | — | — | — | — | Christ24 (8 Wo.)Christ |                                                                  |
| 2020 | Banks Out of Body                                             | — | — | — | — | — | Christ27 (21 Wo.)Christ |                                                                  |
| 2020 | Alive Out of Body                                             | — | — | — | — | — | Christ28 (2 Wo.)Christ |                                                                  |
| 2020 | Seasons Out of Body                                           | — | — | — | — | — | Christ30 (2 Wo.)Christ |                                                                  |
| 2020 | Mercy’s Shore Out of Body                                     | — | — | — | — | — | Christ32 (2 Wo.)Christ |                                                                  |
| 2020 | Child Again Out of Body                                       | — | — | — | — | — | Christ36 (1 Wo.)Christ |                                                                  |
| 2020 | Out of Body                                                   | — | — | — | — | — | Christ39 (1 Wo.)Christ |                                                                  |
| 2020 | Bottom of a Heartbreak Out of Body                            | — | — | — | — | — | Christ40 (1 Wo.)Christ |                                                                  |
| 2020 | Riding High Out of Body                                       | — | — | — | — | — | Christ42 (1 Wo.)Christ |                                                                  |
| 2024 | Banks Among Friends                                           | — | — | — | — | — | Christ28 (3 Wo.)Christ | mit Jordan Davis                                                 |
| 2025 | I’ve Got A Story House of David O.S.T.                        | — | — | — | — | — | Christ15 (20 Wo.)Christ | feat. Tori Kelly                                                 |

Weitere Singles
- 2006: You Are Here
- 2007: Don’t Wait for Daylight
- 2007: Haley
- 2010: Hurricane
- 2010: The Outsiders
- 2011: Drive All Night
- 2011: The Reckoning
- 2012: White Fences
- 2017: Cages

### Gastbeiträge
| Jahr | Titel Album                                    | Höchstplatzierung, Gesamtwochen, AuszeichnungChartsChartplatzierungen (Jahr, Titel, Album, Platzierungen, Wochen, Auszeichnungen, Anmerkungen) | Anmerkungen                            |
| Jahr | Titel Album                                    | Christ | Anmerkungen                            |
| ---- | ---------------------------------------------- | --- | -------------------------------------- |
| 2020 | O Come O Come Emmanuel A Drummer Boy Christmas | Christ9 (8 Wo.)Christ | For King & Country feat. Needtobreathe |